# Bremen Vier
Bremen Vier est une station de radio de la Radio Bremen.

## Histoire
La radio commence à émettre le 1er décembre 1986 à 9h05. Bremen Vier est la première radio allemande publique consacrée à la musique pop et rock.

## Diffusion

### FM
Les programmes de Bremen Vier sont diffusés, en modulation de fréquence, sur la bande FM des lands suivants :
- Brême
- Bremerhaven
- Basse-Saxe

### RDS
Le code d'accès pour la réception de la radio en mode RDS est : BREMEN VIER.

### Source de la traduction
- (de) Cet article est partiellement ou en totalité issu de l’article de Wikipédia en allemand intitulé « Bremen Vier » (voir la liste des auteurs).